# Film de procès
 (avril 2023).
 (mai 2023).

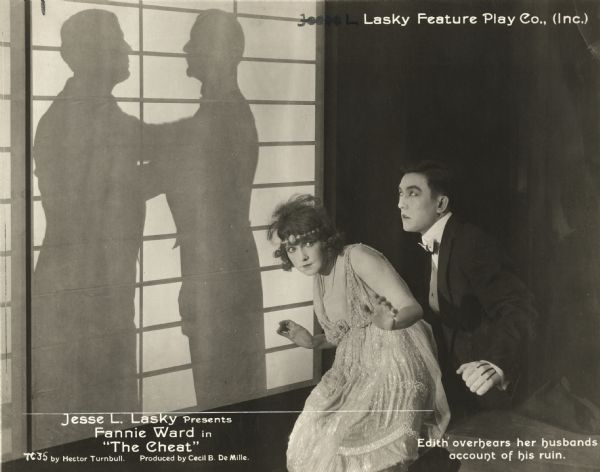
Forfaiture (film, 1915).

Le film de procès, aussi appelé film de prétoire ou film judiciaire, est un genre cinématographique qui consiste à traiter d'affaires judiciaires fictives ou réelles, dont le récit culmine avec la scène du procès au tribunal. Il rencontre un vif succès dans les salles de cinéma dès son apparition.

## Définition du genre
Un film de procès est un genre de fiction généralement dramatique, mais aussi parfois comique, sur le thème général de l'application de la justice,.

## Films documentaires de procès notoires
Au cours du XXe siècle, les autorités publiques ont jugé utile de filmer de vrais procès pour la postérité mais ces derniers étaient muets. Plus tard avec le parlant des procès comme, celui de Leipzig en 1933 fut filmé par les autorités allemandes, de même que le procès de Bruno Hauptmann en 1935 lié à l'affaire du bébé Lindbergh, tout premier à être filmé en Amérique par des caméras. Lors des Grandes Purges, les autorités soviétiques filmèrent les Procès de Moscou, où les accusés avouaient des crimes fictifs. Les procès des conjurés liés à la tentative d'assassinat du 20 juillet 1944 furent filmés par les nazis. À la fin de la Seconde Guerre mondiale, le Procès de Nuremberg et le Procès de Tokyo furent filmés par les forces Alliées.
Le 23 juillet 1945, le procès de Philippe Pétain fut en partie filmé. Des années plus tard, le procès d'Adolf Eichmann, à Jérusalem, sera diffusé en direct à la télévision. En 1980, le procès de Pékin qui jugea la « bande des Quatre » fut filmé par le Parti communiste chinois. En 1987, le procès de Klaus Barbie est filmé dans son intégralité. Les séances du Tribunal pénal international pour l'ex-Yougoslavie furent filmées de 1993 à 2017. En 2021, le procès des attentats du 13 novembre 2015 fut filmé. Depuis les années 1990, des chaînes de télévision américaines diffusent des procès en direct.

## Films de fiction
| Année | Afrique du Sud                        | Égypte                                   | Iran                             | Israël                                                    | Liban                      |
| ----- | ------------------------------------- | ---------------------------------------- | -------------------------------- | --------------------------------------------------------- | -------------------------- |
| 1958  |                                       | Djamila l'Algérienne, de Youssef Chahine |                                  |                                                           |                            |
| 1963  |                                       |                                          |                                  | El Dorado, de Menahem Golan                               |                            |
| 1990  |                                       |                                          | Close-up, d'Abbas Kiarostami     |                                                           |                            |
| 1999  | A Reasonable Man, de Gavin Hood       |                                          |                                  |                                                           |                            |
| 2011  |                                       |                                          | Une séparation, d'Asghar Farhadi |                                                           |                            |
| 2014  |                                       |                                          |                                  | Le Procès de Viviane Amsalem, de Shlomi et Ronit Elkabetz |                            |
| 2016  | Bergers et Bouchers, d'Oliver Schmitz |                                          |                                  |                                                           |                            |
| 2017  |                                       |                                          |                                  |                                                           | L'Insulte, de Ziad Doueiri |

| Année | Argentine                          | États-Unis                          | Canada                                        |
| ----- | ---------------------------------- | ----------------------------------- | --------------------------------------------- |
| 1975  |                                    |                                     | Recommendation for Mercy, de Murray Markowitz |
| 1992  |                                    | Des hommes d'honneur, de Rob Reiner |                                               |
| 2019  |                                    |                                     | Antigone, de Sophie Deraspe                   |
| 2022  | Argentina, 1985, de Santiago Mitre |                                     |                                               |

| Année | Allemagne                                                                                   | Autriche                                                 | Belgique                                                | Danemark                  | Géorgie                      | Grèce                                | Italie | Serbie                                    | Suède                                                       | Suisse                                              | Yougoslavie                                          |
| ----- | ------------------------------------------------------------------------------------------- | -------------------------------------------------------- | ------------------------------------------------------- | ------------------------- | ---------------------------- | ------------------------------------ | --- | ----------------------------------------- | ----------------------------------------------------------- | --------------------------------------------------- | ---------------------------------------------------- |
| 1916  |                                                                                             |                                                          |                                                         |                           |                              |                                      | |                                           | L'Étrange Aventure de l'ingénieur Lebel, de Victor Sjöström |                                                     |                                                      |
| 1919  | Nerven, de Robert Reinert                                                                   |                                                          |                                                         |                           |                              |                                      | |                                           |                                                             |                                                     |                                                      |
| 1920  | Les Frères Karamazov, de Dimitri Buchowetzki et Carl Froelich                               |                                                          |                                                         |                           |                              |                                      | |                                           |                                                             |                                                     |                                                      |
| 1922  |                                                                                             |                                                          |                                                         |                           |                              |                                      | |                                           | L'Épreuve du feu, de Victor Sjöström                        |                                                     |                                                      |
| 1930  | L'Affaire Dreyfus, de Richard Oswald Hokuspokus, de Gustav Ucicky                           |                                                          |                                                         |                           |                              |                                      | |                                           |                                                             |                                                     |                                                      |
| 1931  | M le maudit, de Fritz Lang Gefahren der Liebe, d'Eugen Thiele                               |                                                          |                                                         |                           |                              |                                      | Corte d'Assise de Guido Brignone                                                                                 |                                           |                                                             |                                                     |                                                      |
| 1932  | Es wird schon wieder besser, de Kurt Gerron                                                 |                                                          |                                                         |                           |                              |                                      | |                                           |                                                             |                                                     |                                                      |
| 1933  | Tribunal du péché, de Franz Osten                                                           |                                                          |                                                         |                           |                              |                                      | |                                           |                                                             |                                                     |                                                      |
| 1937  | La Cruche cassée, de Gustav Ucicky                                                          |                                                          |                                                         |                           |                              |                                      | |                                           |                                                             |                                                     |                                                      |
| 1938  | Der Fall Deruga, de Fritz Peter Buch                                                        |                                                          |                                                         |                           |                              |                                      | |                                           |                                                             |                                                     |                                                      |
| 1939  | Une cause sensationnelle, d'Eduard von Borsody                                              |                                                          |                                                         |                           |                              |                                      | La Folle Aventure de Macario, de Mario Mattoli                                                                   |                                           |                                                             |                                                     |                                                      |
| 1941  | Ich klage an, de Wolfgang Liebeneiner                                                       |                                                          |                                                         |                           |                              |                                      | |                                           |                                                             |                                                     |                                                      |
| 1943  |                                                                                             |                                                          |                                                         |                           |                              |                                      | Le Diamant Mystérieux, de Mario Mattoli                                                                          |                                           |                                                             |                                                     |                                                      |
| 1944  | La parole est à la défense, de Werner Klingler                                              |                                                          |                                                         |                           |                              |                                      | |                                           |                                                             |                                                     |                                                      |
| 1946  |                                                                                             |                                                          |                                                         |                           |                              |                                      | Le Témoin, de Pietro Germi                                                                                       |                                           |                                                             |                                                     |                                                      |
| 1948  | L'Affaire Blum, d'Erich Engel                                                               | Le Procès, de Georg Wilhelm Pabst                        |                                                         |                           |                              |                                      | |                                           |                                                             |                                                     |                                                      |
| 1952  |                                                                                             | Vienne, premier avril an 2000, de Wolfgang Liebeneiner   |                                                         |                           |                              |                                      | Cour martiale, de Carlo Ludovico Bragaglia Heureuse Époque, de Alessandro Blasetti Les Coupables, de Luigi Zampa |                                           |                                                             |                                                     |                                                      |
| 1953  | Hokuspokus, de Kurt Hoffmann                                                                |                                                          |                                                         |                           |                              |                                      | |                                           |                                                             |                                                     |                                                      |
| 1954  |                                                                                             |                                                          |                                                         |                           |                              |                                      | Le Rouge et le Noir, de Claude Autant-Lara Les Gaîtés de la correctionnelle, de Steno                            |                                           |                                                             |                                                     |                                                      |
| 1955  | Rendez-moi justice, de Alfred Weidenmann                                                    |                                                          |                                                         |                           |                              |                                      | |                                           |                                                             |                                                     |                                                      |
| 1956  | Das Sonntagskind, de Kurt Meisel                                                            |                                                          |                                                         |                           |                              |                                      | |                                           |                                                             |                                                     |                                                      |
| 1959  | Des roses pour le procureur, de Wolfgang Staudte Cour martiale, de Kurt Meise               |                                                          |                                                         |                           |                              |                                      | |                                           |                                                             |                                                     |                                                      |
| 1960  | Der Letzte Zeuge, de Wolfgang Staudte                                                       |                                                          |                                                         |                           |                              |                                      | |                                           |                                                             |                                                     |                                                      |
| 1961  | L'Affaire Nina B., de Robert Siodmak Unter Ausschluss der Öffentlichkeit, de Harald Philipp |                                                          |                                                         |                           |                              |                                      | Le Jugement dernier, de Vittorio De Sica                                                                         |                                           |                                                             |                                                     |                                                      |
| 1963  |                                                                                             |                                                          |                                                         |                           |                              |                                      | Viol à l'italienne, de Marcello Andrei                                                                           |                                           |                                                             |                                                     |                                                      |
| 1964  |                                                                                             | Petit Déjeuner avec la mort, de Franz Antel              |                                                         |                           |                              |                                      | |                                           |                                                             |                                                     |                                                      |
| 1966  | Hokuspokus oder: Wie lasse ich meinen Mann verschwinden…?, de Kurt Hoffmann                 |                                                          |                                                         |                           |                              |                                      | |                                           |                                                             |                                                     |                                                      |
| 1967  | La Main de l'épouvante, de Alfred Vohrer                                                    |                                                          |                                                         |                           |                              |                                      | |                                           |                                                             |                                                     |                                                      |
| 1968  | Le Meurtre jamais prescrit, de Wolfgang Luderer                                             |                                                          |                                                         |                           |                              |                                      | Galileo, de Liliana Cavani                                                                                       |                                           |                                                             |                                                     |                                                      |
| 1971  |                                                                                             |                                                          |                                                         |                           |                              |                                      | Au nom du peuple italien, de Dino Risi Sacco et Vanzetti, de Giuliano Montaldo                                   |                                           |                                                             |                                                     |                                                      |
| 1972  |                                                                                             |                                                          |                                                         |                           |                              |                                      | Alfredo, Alfredo, de Pietro Germi Sacco et Vanzetti, de Giuliano Montaldo                                        |                                           |                                                             |                                                     |                                                      |
| 1973  |                                                                                             |                                                          |                                                         |                           |                              | John the violent, de Tonia Marketaki | Giordano Bruno, de Giuliano Montaldo                                                                             |                                           |                                                             |                                                     |                                                      |
| 1974  |                                                                                             |                                                          |                                                         |                           |                              |                                      | Procès express, de Lucio De Caro                                                                                 |                                           |                                                             |                                                     |                                                      |
| 1975  |                                                                                             |                                                          |                                                         |                           |                              |                                      | Histoire d'aimer, de Marcello Fondato                                                                            |                                           |                                                             |                                                     |                                                      |
| 1977  |                                                                                             |                                                          |                                                         |                           | Mimino, de Gueorgui Danielia |                                      | |                                           |                                                             |                                                     |                                                      |
| 1982  |                                                                                             |                                                          |                                                         |                           |                              |                                      | |                                           |                                                             |                                                     | Le Silence autour de Christine M., de Marleen Gorris |
| 1985  |                                                                                             |                                                          |                                                         |                           |                              |                                      | Mamma Ebe, de Carlo Lizzani                                                                                      |                                           |                                                             |                                                     |                                                      |
| 1986  | Stammheim, de Reinhard Hauff                                                                |                                                          |                                                         |                           |                              |                                      | |                                           |                                                             |                                                     |                                                      |
| 1990  | C'est moi le lapin, de Kurt Maetzig                                                         |                                                          |                                                         |                           |                              |                                      | Portes ouvertes, de Gianni Amelio                                                                                |                                           |                                                             |                                                     |                                                      |
| 1995  |                                                                                             |                                                          |                                                         |                           |                              |                                      | Pasolini, mort d'un poète, de Marco Tullio Giordana                                                              |                                           |                                                             |                                                     |                                                      |
| 1997  |                                                                                             |                                                          |                                                         |                           |                              |                                      | Artemisia, d'Agnès Merlet                                                                                        |                                           |                                                             |                                                     |                                                      |
| 2006  | Un seul comprimé, d'Adolf Winkelmann                                                        |                                                          |                                                         |                           |                              |                                      | |                                           |                                                             |                                                     |                                                      |
| 2008  | The Reader, de Stephen Daldry                                                               |                                                          |                                                         |                           |                              |                                      | |                                           |                                                             |                                                     |                                                      |
| 2010  |                                                                                             |                                                          |                                                         |                           |                              |                                      | |                                           |                                                             | Cleveland contre Wall Street, de Jean-Stéphane Bron |                                                      |
| 2011  | 1931, le procès Hitler, de Justin Hardy                                                     |                                                          | Présumé Coupable, de Vincent Garenq                     |                           |                              |                                      | |                                           |                                                             |                                                     |                                                      |
| 2012  |                                                                                             |                                                          | L'Affaire Chebaya, un crime d'État ?, de Thierry Michel |                           |                              |                                      | |                                           |                                                             |                                                     |                                                      |
| 2014  | Le Labyrinthe du silence, de Giulio Ricciarelli                                             |                                                          |                                                         |                           |                              |                                      | | Branio sam Mlada Bosna, de Srđan Koljević |                                                             |                                                     |                                                      |
| 2015  |                                                                                             |                                                          |                                                         | A War, de Tobias Lindholm |                              |                                      | |                                           |                                                             |                                                     |                                                      |
| 2017  | In the Fade, de Fatih Akın                                                                  |                                                          |                                                         |                           |                              |                                      | |                                           |                                                             |                                                     |                                                      |
| 2019  | L'Affaire Collini, de Marco Kreuzpaintner                                                   |                                                          |                                                         |                           |                              |                                      | Le Traître, de Marco Bellocchio                                                                                  |                                           | Le Coupable idéal, de Mikael Håfström                       |                                                     |                                                      |
| 2020  | Les procès de Rastatt, de Judith Voelker                                                    |                                                          |                                                         |                           |                              |                                      | |                                           |                                                             |                                                     |                                                      |
| 2021  |                                                                                             | L'affaire de la culotte de cuir, de Markus Engel         |                                                         |                           |                              |                                      | Qui rido io, de Mario Martone                                                                                    |                                           |                                                             |                                                     |                                                      |
| 2022  |                                                                                             | Maître Conti - Une femme, deux visages, de Claudia Garde |                                                         |                           |                              |                                      | Il signore delle formiche, de Gianni Amelio                                                                      |                                           |                                                             |                                                     |                                                      |

| Année | Australie                              | Chine                                      | Corée du Sud                              | Inde                                  | Japon                                                         | Pakistan                        | Philippines                 | Russie                                |
| ----- | -------------------------------------- | ------------------------------------------ | ----------------------------------------- | ------------------------------------- | ------------------------------------------------------------- | ------------------------------- | --------------------------- | ------------------------------------- |
| 1926  |                                        |                                            |                                           |                                       |                                                               |                                 |                             | Dura lex, de Lev Koulechov            |
| 1946  |                                        |                                            |                                           |                                       | La Victoire des femmes, de Kenji Mizoguchi                    |                                 |                             |                                       |
| 1950  |                                        |                                            |                                           |                                       | Scandale, d'Akira Kurosawa Rashōmon, d'Akira Kurosawa         |                                 |                             |                                       |
| 1955  |                                        |                                            |                                           |                                       | Vivre dans la peur, d'Akira Kurosawa                          |                                 |                             |                                       |
| 1956  |                                        |                                            |                                           |                                       | Ombres en plein jour, de Tadashi Imai                         |                                 |                             |                                       |
| 1978  |                                        |                                            |                                           |                                       | L'Incident, d'Yoshitarō Nomura                                |                                 |                             |                                       |
| 1979  |                                        |                                            |                                           |                                       |                                                               |                                 |                             | Ce même Münchhausen, de Mark Zakharov |
| 1980  | Héros ou Salopards, de Bruce Beresford |                                            |                                           |                                       |                                                               |                                 |                             |                                       |
| 1982  |                                        |                                            |                                           |                                       | Giwaku, de Yoshitarō Nomura                                   |                                 |                             |                                       |
| 1985  | Evil Angels, de Fred Schepisi          |                                            |                                           |                                       |                                                               |                                 |                             |                                       |
| 1988  | Un cri dans la nuit, de Fred Schepisi  |                                            |                                           |                                       |                                                               |                                 |                             |                                       |
| 1992  |                                        | Qiu Ju, une femme chinoise, de Zhang Yimou |                                           |                                       |                                                               |                                 |                             |                                       |
| 2001  | The Man Who Sued God, de Mark Joffe    |                                            |                                           |                                       |                                                               |                                 |                             |                                       |
| 2006  |                                        | The Tokyo Trial, de Gao Qunshu             |                                           |                                       |                                                               |                                 |                             |                                       |
| 2007  |                                        |                                            |                                           |                                       | Hero, de Masayuki Suzuki I just didn't do it, de Masayuki Suo |                                 |                             | 12, de Nikita Mikhalkov               |
| 2011  |                                        |                                            | Silenced, de Hwang Dong-hyeok             |                                       | A Ghost of a Chance, de Kōki Mitani                           |                                 |                             |                                       |
| 2012  |                                        |                                            |                                           |                                       | Ace Attorney, de Takashi Miike                                |                                 |                             |                                       |
| 2013  |                                        |                                            | Miracle in Cell No. 7, de Lee Hwan-gyeong |                                       |                                                               |                                 |                             |                                       |
| 2014  |                                        |                                            |                                           |                                       |                                                               |                                 | The Trial, de Chito S. Roño |                                       |
| 2016  |                                        | Heaven in the Dark, de Steve Yuen          |                                           |                                       |                                                               | Actor in Law, de Nabeel Qureshi |                             |                                       |
| 2017  |                                        |                                            |                                           |                                       | The Third Murder, d'Hirokazu Kore-eda                         |                                 |                             |                                       |
| 2018  |                                        |                                            |                                           |                                       |                                                               |                                 |                             | Le Procès, de Sergeï Loznitsa         |
| 2020  |                                        |                                            | Innocence, de Park Sang-hyeon             | Court Martial, de Sourabh Shrivastava |                                                               |                                 |                             |                                       |

### États-Unis
- 1908 : Falsely Accused! (de), de Wallace McCutcheon
- 1915 : Forfaiture, de Cecil B. DeMille
- 1916 : Le Défenseur, de Walter Edwards
- 1917 : 
  - Aired in Court, de John Francis Dillon
  - On Trial, de James Young
- 1918 :
  - The Argument, de Walter Edwards
  - In Judgment of..., de Will S. Davis
- 1921 : La Coupable, de Jack Nelson
- 1922 :
  - The Light in the Dark, de Clarence Brown
  - The Yellow Stain, de John Francis Dillon
- 1923 :
  - The Meanest Man in the World, d'Edward F. Cline
  - Le Coupable, de Clarence Brown
- 1925 : Le Sans-Patrie, de Rowland V. Lee
- 1924 : Le Glaive de la loi, de Victor Sjöström
- 1928 : En cour d'assises, d'Archie Mayo
- 1929 :
  - Au-delà du devoir, d'Howard Higgin
  - Blaze o' Glory (en), de George Crone (en) et Renaud Hoffman
  - Le Procès de Mary Dugan, de Bayard Veiller
- 1930 : Terre commune, de Victor Fleming
- 1931 :
  - Une tragédie américaine, de Josef von Sternberg
  - The Lawyer's Secret, de Louis Gasnier et Max Marcin
  - Le Procès de Mary Dugan, de Marcel de Sano
- 1932 : Attorney for the Defense, d'Irving Cummings
- 1933 : 
  - La Profession d'Ann Carver, d'Edward Buzzell
  - The Devil's in Love, de William Dieterle
- 1934 :
  - Betty Boop's Trial (en), de Dave Fleischer
  - The Defense Rests, de Lambert Hillyer
  - Judge Priest, de John Ford
- 1935 :
  - Qui a tué le rouge-gorge ?, de David Hand
  - Murder in Harlem, d'Oscar Micheaux
- 1936 :
  - Furie, de Fritz Lang
  - L'Extravagant Mr. Deeds de Frank Capra[réf. nécessaire]
  - Le Doigt qui accuse, de James Patrick Hogan
- 1937 :
  - Confession, de Joe May
  - Jericho, de Thornton Freeland
  - Portia on Trial, de George Nichols Jr
  - Âmes à la mer, d'Henry Hathaway
- 1939 : 
  - On Trial, de Terry O. Morse
  - Vers sa destinée, de John Ford
- 1941 :
  - Le Procès de M. Loup, de Friz Freleng
  - Tous les biens de la terre, de William Dieterle
- 1942 : Le Caïd, de Lewis Seiler
- 1943 :
  - A Stranger in Town, de Roy Rowland
  - The Meanest Man in the World, de Sidney Lanfield
- 1944 : Pas un n'échappera, d'André de Toth
- 1945 : Cour criminelle, de Robert Wise
- 1946 : Colonel Effingham's Raid, d'Irving Pichel
- 1947 :
  - Boomerang !, d'Elia Kazan
  - Le Procès Paradine, d'Alfred Hitchcock
- 1948 :
  - La Ville empoisonnée, de John M. Stahl
  - Le Droit de tuer, de Michael Gordon
  - Le Procès de Donald, de Jack King
- 1949 :
  - Madame porte la culotte, de George Cukor[18]
- 1951 :
  - Le Droit de tuer, de Richard Thorpe
  - Le peuple accuse O'Hara, de John Sturges
- 1952 : 
  - Un garçon entreprenant, de Mitchell Leisen
  - Je retourne chez maman, de George Cukor
- 1953 : Le soleil brille pour tout le monde, de John Ford
- 1954 : Ouragan sur le Caine, d'Edward Dmytryk
- 1955 :
  - Condamné au silence, d'Otto Preminger
  - Le Procès, de Mark Robson
- 1956 :
  - Le Supplice des aveux, d'Arnold Laven
  - L'Invraisemblable Vérité, de Fritz Lang
- 1957 :
  - Douze Hommes en colère, de Sidney Lumet[18]
  - Témoin à charge, de Billy Wilder
  - Les Sentiers de la gloire, de Stanley Kubrick
- 1958 :
  - Traquenard, de Nicholas Ray
  - L'Affaire Dreyfus, de José Ferrer
- 1959 :
  - Autopsie d'un meurtre, d’Otto Preminger
  - Le Génie du mal, de Richard Fleischer
- 1960 :
  - Drame dans un miroir, de Richard Fleischer
  - Procès de singe, de Stanley Kramer
- 1961 :
  - Le Temps du châtiment, de John Frankenheimer
  - Jugement à Nuremberg, de Stanley Kramer[18]
- 1962 : Du silence et des ombres, de Robert Mulligan[18]
- 1967 : A Covenant with Death, de Lamont Johnson
- 1969 : Les Sentiers de la violence, de Gordon Parks
- 1974 : Exécuté pour désertion, de Lamont Johnson
- 1976 : Viol et Châtiment, de Lamont Johnson
- 1979 :
  - Justice pour tous, de Norman Jewison
  - Kramer contre Kramer, de Robert Benton
- 1982 : Le Verdict, de Sidney Lumet[18]
- 1983 : La Nuit des juges, de Peter Hyams
- 1985 : À double tranchant, de Richard Marquand
- 1986 : L'Affaire Chelsea Deardon, d'Ivan Reitman
- 1987 : Le Sang du Châtiment, de William Friedkin
- 1988 : 
  - Les Accusés, de Jonathan Kaplan
  - The Gingerbread Man, de Robert Altman
- 1989 :
  - Music Box, de Costa-Gavras
  - Coupable Ressemblance, de Joseph Ruben
  - Le Procès de l'incroyable Hulk, de Bill Bixby
  - La Loi criminelle, de Martin Campbell
- 1990 :
  - Le Mystère von Bülow, de Barbet Schroeder
  - Présumé Innocent, d'Alan J. Pakula
  - The Court-Martial of Jackie Robinson, de Larry Peerce
- 1991 :
  - Affaire non classée, de Michael Apted
  - Sans aucune défense, de Martin Campbell
- 1992 :
  - Des hommes d'honneur, de Rob Reiner[18]
  - Mon cousin Vinny, de Jonathan Lynn
  - Piège en eaux troubles, de Rowdy Herrington
- 1993 :
  - Body, d'Uli Edel
  - Philadelphia, de Jonathan Demme
  - L'Avocat du diable, de Sidney Lumet[18]
  - L’Affaire Pélican, d'Alan J. Pakula
- 1994 :
  - Le Client de Joel Schumacher
  - Assault at West Point: The Court-Martial of Johnson Whittaker (en), de Harry Moses
- 1995 : Meurtre à Alcatraz, de Marc Rocco
- 1996 :
  - La Jurée, de Brian Gibson
  - La Chasse aux sorcières, de Nicholas Hytner
  - Le Crime du siècle, de Mark Rydell
  - Le Droit de tuer ?, de Joel Schumacher
  - Les Fantômes du passé, de Rob Reiner
  - Peur primale, de Gregory Hoblit
- 1997 :
  - Amistad, de Steven Spielberg
  - Douze Hommes en colère, de William Friedkin
  - L'Associé du diable, de Taylor Hackford
  - Coupable d'amour, de Stephen Tolkin (en)
  - Dans l'ombre de Manhattan, de Sidney Lumet
  - Menteur, Menteur, de Tom Shadya
  - Minuit dans le jardin du bien et du mal, de Clint Eastwood
  - L'Idéaliste, de Francis Ford Coppola
  - Larry Flynt, de Miloš Forman[18]
- 1998 : Préjudice, de Steven Zaillian
- 1999 : La neige tombait sur les cèdres, de Scott Hicks
- 2000 :
  - L'Enfer du devoir, de William Friedkin
  - Erin Brockovich, seule contre tous, de Steven Soderbergh
  - Hollywood liste rouge, de Karl Francis
- 2001 : 
  - Sam, je suis Sam, de Jessie Nelson
  - La Revanche d'une blonde, de Robert Luketic
- 2002 :
  - Crimes et Pouvoir, de Carl Franklin
  - Mission Évasion, de Gregory Hoblit
- 2003 : Le Maître du jeu, de Gary Flede
- 2005 : L'Exorcisme d'Emily Rose, de Scott Derrickson
- 2006 :
  - L'Enfant de la nuit, de Peter Levin (en)
  - Jugez-moi coupable, de Sidney Lumet[18]
- 2007 :
  - Bee Movie : Drôle d'abeille, de Jerry Seinfeld
  - Chicago 10, de Brett Morgen
  - Michael Clayton, de Tony Gilroy
  - La Faille, de Gregory Hoblit
- 2008 :
  - L'Échange, de Clint Eastwood
  - Un éclair de génie, de Marc Abraham
- 2009 : Présumé Coupable, de Peter Hyams
- 2010 :
  - Conviction, de Tony Goldwyn
  - Stone, de John Curran
  - Howl, de Rob Epstein et Jeffrey Friedman
- 2011 : La Défense Lincoln, de Brad Furman
- 2013 : Mensonges et Faux Semblants, de Karen Moncrieff
- 2014 : Le Juge, de David Dobkin
- 2016 : 
  - The Whole Truth, de Courtney Hunt
  - Sully, de Clint Eastwood
- 2018 : 
  - L'Épreuve du feu, d'Edward Zwick
  - Une femme d'exception, de Mimi Leder
  - Monster, d'Anthony Mandler
  - Gosnell: The Trial of America's Biggest Serial Killer (en), de Nick Searcy
- 2019 : Dark Waters, de Todd Haynes
- 2020 :
  - La Voie de la justice, de Destin Daniel Cretton
  - Les Sept de Chicago, d'Aaron Sorkin
- 2021 :
  - American Traitor: The Trial of Axis Sally, de Michael Polish
  - Le Dernier Duel, de Ridley Scott
- 2023 : 
  - Oppenheimer, de Christopher Nolan
  - Coyote vs. Acme, de Dave Green
- 2024 : 
  - Juré n° 2, de Clint Eastwood

### France
- 1899 : L'Affaire Dreyfus, de Georges Méliès
- 1917 : Le Coupable, d'André Antoine
- 1927 : La Passion de Jeanne d'Arc, de Carl Theodor Dreyer
- 1930 : Accusée, levez-vous !, de Maurice Tourneur
- 1935 : Jim la Houlette, d'André Berthomieu
- 1937 :
  - Le Coupable, de Raymond Bernard
  - Forfaiture, de Marcel L'Herbier
- 1938 : L'Affaire Lafarge, de Pierre Chenal
- 1948 : Erreur judiciaire, de Maurice de Canonge
- 1950 : Justice est faite, d’André Cayatte
- 1952 :
  - Le Jugement de Dieu, de Raymond Bernard
  - Procès au Vatican, d'André Haguet
  - Nous sommes tous des assassins, d’André Cayatte
- 1955 : Chiens perdus sans collier, de Jean Delannoy
- 1958 : En cas de malheur, de Claude Autant-Lara
- 1960 : La Vérité, d'Henri-Georges Clouzot[18]
- 1962 : Le Septième Juré, de Georges Lautner
- 1962 : Procès de Jeanne d'Arc, de Robert Bresson
- 1971 : Les Assassins de l'ordre, de Marcel Carné
- 1972 : Le Bar de la Fourche, d'Alain Levent
- 1973 : 
  - L'Affaire Dominici, de Claude Bernard-Aubert
  - Deux Hommes dans la ville, de José Giovanni
- 1974 : Verdict, d’André Cayatte
- 1975 : Section spéciale, de Costa-Gavras
- 1976 : 
  - Le Juge et l'Assassin, de Bertrand Tavernier
  - Le Corps de mon ennemi, d'Henri Verneuil
- 1977 : Le Juge Fayard dit « le Shériff », d'Yves Boisset
- 1982 : L'Honneur d'un capitaine, de Pierre Schoendoerffer
- 1983 : 
  - Danton, d'Andrzej Wajda
  - Hanna K., de Costa-Gavras
- 1989 : L'Autrichienne, de Pierre Granier-Deferre
- 1992 :
  - L'Inconnu dans la maison, de Georges Lautner
- 1993 : Un crime, de Jacques Deray
- 1995 : L'Affaire Dreyfus, d'Yves Boisset
- 2001 : Un crime au Paradis, de Jean Becker
- 2004 : 10e chambre, instants d'audience, de Raymond Depardon[18]
- 2005 : 
  - Le Procès de Bobigny, de François Luciani
- 2006 : Bamako, d'Abderrahmane Sissako[18]
- 2007 : 
  - L'Avocat de la terreur, de Barbet Schroeder
  - Le Septième Juré, d'Édouard Niermans
- 2008 : Coupable, de Laetitia Masson
- 2009 : Commis d'office, d'Hannelore Cayre
- 2010 : 
  - L'Avocat, de Cédric Anger
  - Le Procès d'Oscar Wilde, de Christian Merlhiot
- 2011 :
  - Omar m'a tuer, de Roschdy Zem
  - Présumé coupable, de Vincent Garenq
  - Le Bal des Menteurs, de Daniel Le Comte
- 2014 : L'Homme qu'on aimait trop, d'André Téchiné
- 2015 : L'Hermine, de Christian Vincent
- 2016 : Victoria, de Justine Triet
- 2017 : Ni juge, ni soumise, de Jean Libon et Yves Hinant
- 2018 :
  - La Révolte des innocents, de Philippe Niang
  - Le Collier rouge, de Jean Becker
  - Jusqu'à la garde, de Xavier Legrand
- 2019 :
  - J'accuse, de Roman Polanski
  - Marie-Antoinette : ils ont jugé la reine, d'Alain Brunard
  - Une intime conviction, d’Antoine Raimbault
  - La Fille au bracelet, de Stéphane Demoustier
- 2021 : 
  - Emma Bovary, de Didier Bivel
  - Les Choses humaines, d'Yvan Attal
  - Villa Caprice, de Bernard Stora
- 2022 :
  - Saint Omer, d'Alice Diop
  - Toi non plus tu n'as rien vu, de Beatrice Pollet
- 2023 : 
  - Le Procès Goldman, de Cédric Kahn
  - Mon crime, de François Ozon
  - Anatomie d'une chute, de Justine Triet (Palme d'or au Festival de Cannes)
- 2024 : 
  - Le Fil, de Daniel Auteuil

### Grande-Bretagne
- 1930 : La Veuve temporaire, de Gustav Ucicky
- 1935 : Moscow Nights, d'Anthony Asquith
- 1936 : Accused (en), de Thornton Freeland
- 1937 :
  - Action for Slander (en), de Tim Whelan
  - Tempête dans une tasse de thé, de Ian Dalrymple et Victor Saville
- 1938 : Le Divorce de Lady X, de Tim Whelan
- 1946 : Une question de vie ou de mort, de Michael Powell et Emeric Pressburger
- 1947 :
  - Je cherche le criminel, de Ronald Neame
  - The Mark of Cain (en), de Brian Desmond Hurst
- 1948 : Winslow contre le roi, d'Anthony Asquith
- 1949 : Cet âge dangereux, de Gregory Ratoff
- 1950 : Madeleine, de David Lean
- 1952 : Never Look Back (en), de Francis Searle
- 1954 :
  - Cour martiale, d'Anthony Asquith
  - Les hommes ne comprendront jamais (The Divided Heart), de Charles Crichton
  - Eight O'Clock Walk, de Lance Comfort
- 1958 : L'Affaire Dreyfus, de José Ferrer
- 1959 : La nuit est mon ennemie, d'Anthony Asquith
- 1960 :
  - Oscar Wilde, de Gregory Ratoff
  - Les Procès d'Oscar Wilde, de Ken Hughes
  - Too Young to Love, de Muriel Box
- 1961 :
  - The Court Martial of Major Keller (en), d'Ernest Morris (en)
  - Pour l'exemple, de Joseph Losey
- 1962 :
  - Dr Crippen (en), de Robert Lynn (en)
  - Mix Me a Person (en), de Leslie Norman
  - The Boys (en), de Sidney J. Furie
  - Le Verdict, de Peter Glenville
- 1964 : The Middle Man, de Bent Hamer
- 1966 : Un homme pour l'éternité, de Fred Zinnemann
- 1968 :
  - Le Grand Inquisiteur, de Michael Reeves
  - Home Hostile Witness (en), de Ray Milland
- 1971 : L'Étrangleur de Rillington Place, de Richard Fleischer
- 1975 :
  - Coupable sans visage, de Michael Anderson
  - Galileo, de Joseph Losey
- 1979 : Home Before Midnight (en), de Pete Walker
- 1985 : Un crime pour une passion, de Mike Newel
- 1987 : Sur la route de Nairobi, de Michael Radford
- 1991 : L'Âge de vivre, de Peter Medak
- 1993 : The Trial (en), de David Hugh Jones
- 1999 : L'Honneur des Winslow, de David Mamet
- 2006 : The Chatterley Affair (en), de James Hawes (en)
- 2013 : Belle, d'Amma Asante
- 2015 :
  - La Femme au tableau, de Simon Curtis
  - Le Procès Eichmann, de Paul Andrew Williams
- 2016 : Le Procès du siècle, de Mick Jackson
- 2019 : Official Secrets, de Gavin Hood
- 2020 :
  - Herself, de Phyllida Lloyd
  - Mangrove, de Steve McQueen

## Festival
Le festival du film judiciaire est un évènement ayant lieu et rassemblant des projections de films de procès,,.